# Musée archéologique de Pons
 (octobre 2019).
Si vous disposez d'ouvrages ou d'articles de référence ou si vous connaissez des sites web de qualité traitant du thème abordé ici, merci de compléter l'article en donnant les références utiles à sa vérifiabilité et en les liant à la section « Notes et références ».
Le musée archéologique de Pons, ou musée Louis Lassarade, est un musée français situé dans la ville de Pons, en Charente-Maritime. Il est géré par la Société d'histoire et d'archéologie de Pons et sa Région (ShaPr), une association culturelle loi de 1901, organisation à but non lucratif, créée en novembre 1965 par Louis Lassarade.

## Histoire du musée
La collection a commencé dès 1965, sous l'impulsion du premier président et fondateur de la Société Archéologique Pontoise (SAP), M. Louis Lassarade, instituteur de Saint-Léger et passionné d'archéologie. Elle s'enrichit d'année en année, au fur et à mesure des fouilles effectuées par les bénévoles encadrés par M. Lassarade, et des dons de sociétaires ou particuliers.
Elle fut d'abord exposée dans des vitrines à caractère pédagogique au premier étage du donjon, place de la République. La gestion fut laissée à son successeur, Armand Favreau en 1990. Malheureusement, des problèmes d'infiltrations récidivistes ont alerté le nouveau président, et devant le danger de détérioration des objets ferreux notamment, la collection fut enfin transférée en 1995 à la chapelle Saint-Gilles, monument désaffecté au moment de la Révolution.
Le musée porte le nom du fondateur de l'association, Louis Lassarade, décédé en 2008, depuis novembre 2013 et une plaque commémorative rappelle sa contribution à la vie publique locale.
Le musée accueille de plus en plus de visiteurs dès 2014 grâce à l'initiative de son nouveau responsable du musée, qui déplore l'état inquiétant de l'intérieur de la chapelle, et n'hésite pas à alerter le conseil d'administration et la mairie du besoin d'envisager des rénovations structurelles de ce monument pittoresque et d'un renouvellement de la muséographie.
En 2015, des pourparlers sont engagés avec la municipalité pour trouver un lieu plus approprié pour la collection, en tenant compte de la vétusté des locaux actuels, et de l'attrait non négligeable pour le tourisme local. Le nombre de visiteurs était alors d'environ 2,500.
En mai 2017, grâce l'aide généreuse de la municipalité de Pons, qui investit dans du matériel d'exposition moderne, et notamment l'impulsion du sénateur maire, Daniel Laurent, l'association SHAPR, gérée par son nouveau président Jean-François Mauret, a pu installer le nouveau musée dans un bâtiment de la mairie, plus sain et plus accessible, à la hauteur de la richesse culturelle de la collection.
Le musée reste donc à côté de l'Office de tourisme pendant deux années de fréquentation médiocre (moins de 500 visiteurs), au bord de la Seugne, après son inauguration le 9 septembre 2017, avant de déménager à l'hôpital des Pèlerins, son emplacement actuel.
Avec ses quelque 5 500 visiteurs en 2020, il est à espérer qu'il devienne une attraction incontournable du tourisme à Pons[non neutre].

## Collections

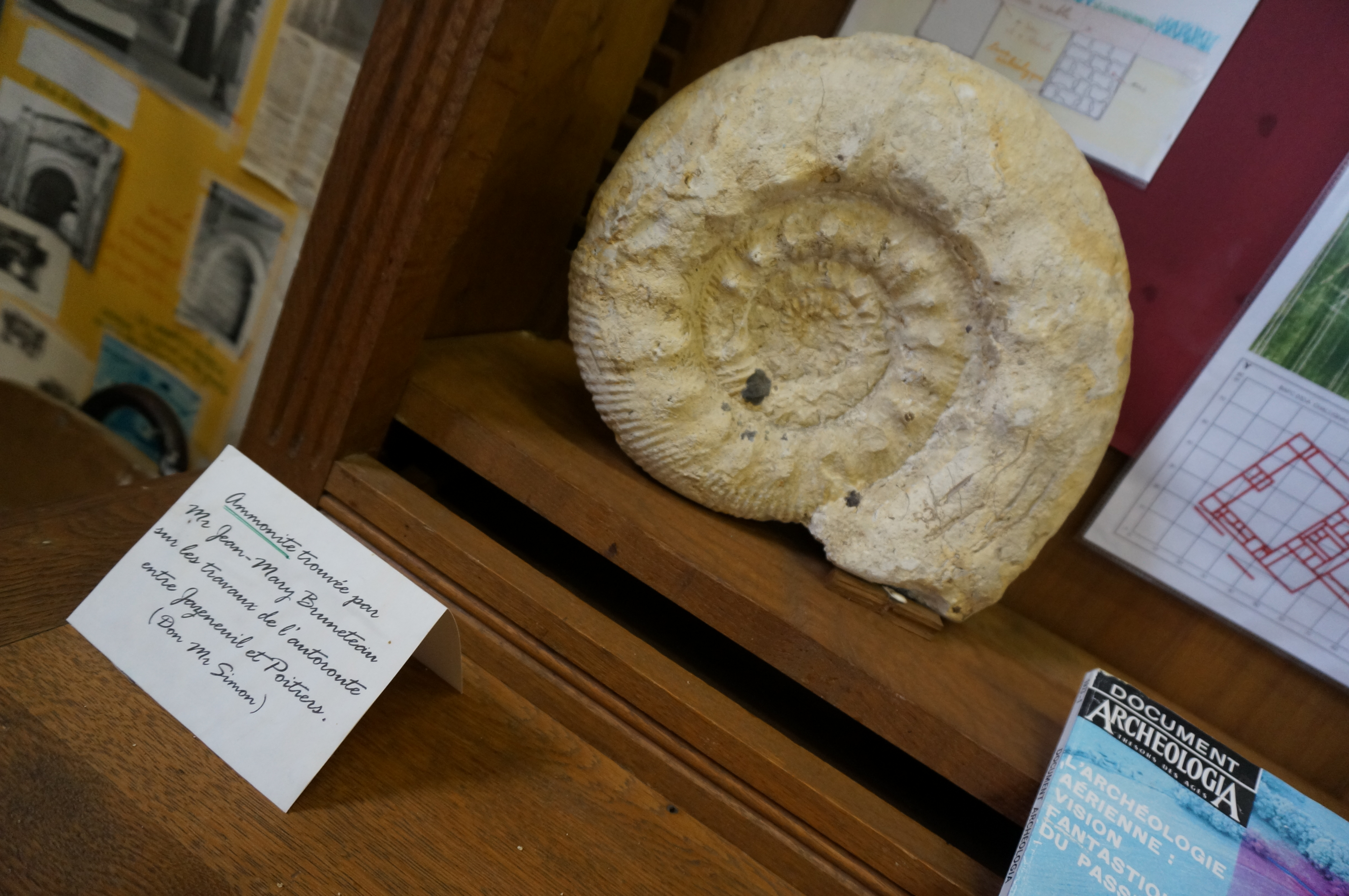
Amonite.
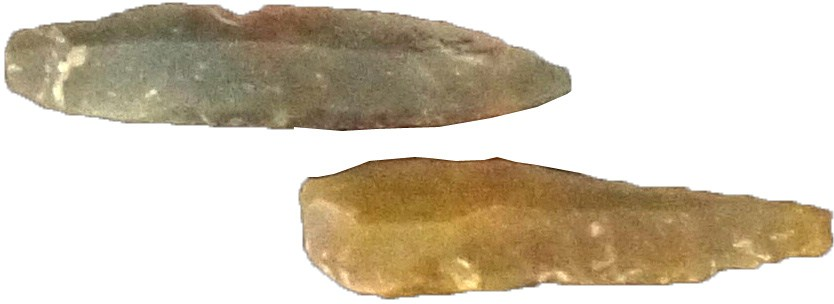
Lames de st-Léger.
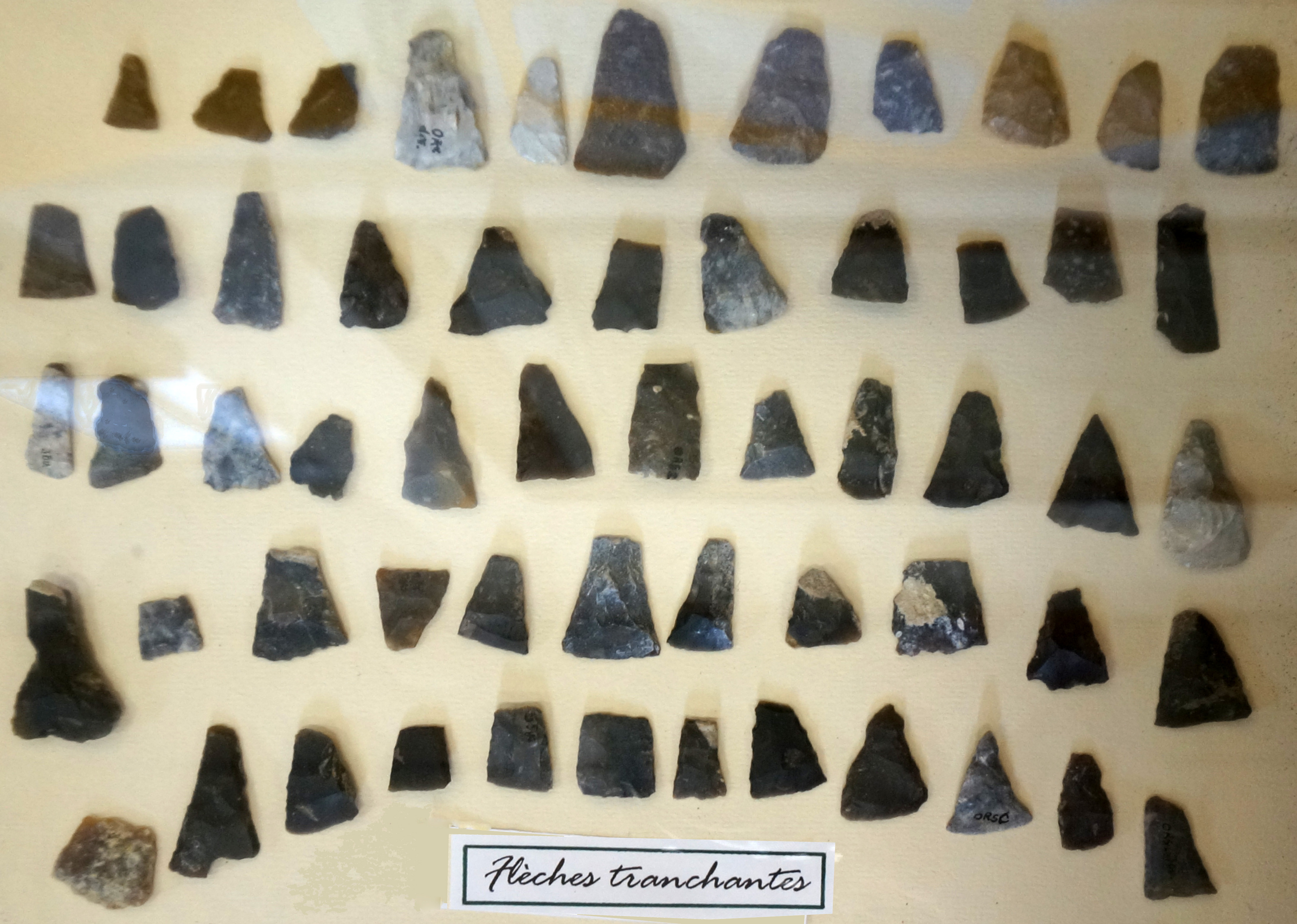
Têtes de flèches.
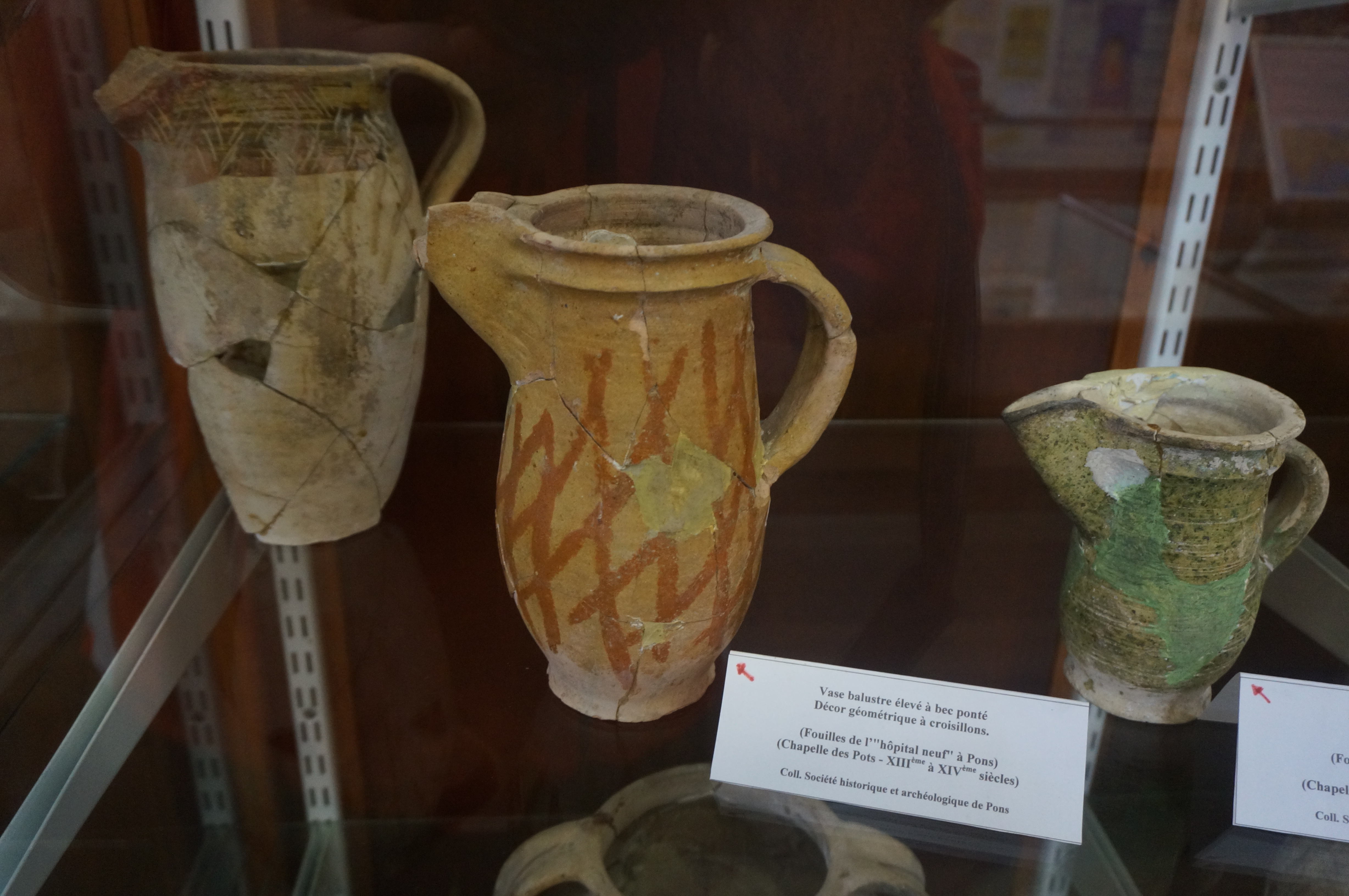
Vases des XIIIe et XIVe siècles de Pons.
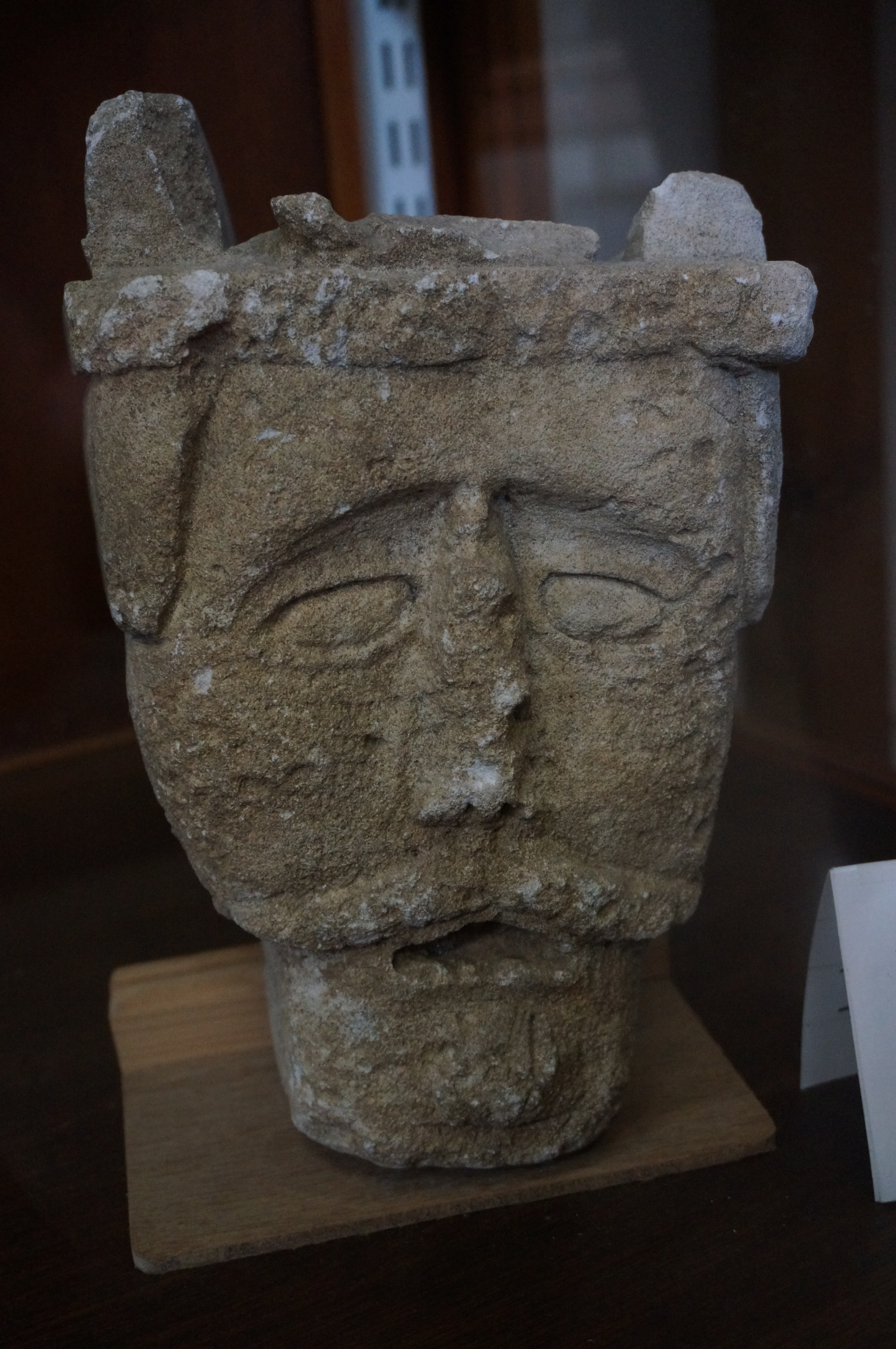
Tête de statue découverte à Gémozac.

Le Musée archéologique de Pons est un petit musée qui conserve des collections issues des fouilles archéologiques effectuées à Pons même ou dans des communes environnantes, la collection d'objets couvrent l'entièreté des périodes d'habitation humaine du site de Pons et sa région. De la Préhistoire, notamment la station moustérienne du lycée de Pons, à la Révolution française en passant par le Néolithique, les époques gallo-romaine, mérovingienne et médiévale. 

## Accessibilité
Le musée situé à la chapelle Saint-Gilles avait de nombreux inconvénients dont l'un était de n'ouvrir ses portes que pendant la période estivale, de juillet à août, grâce au travail des bénévoles. Le reste de l'année, il n'était accessible que sur rendez-vous. Ceci a changé avec le nouveau président, Jean-François Mauret, qui entend bien rendre la collection plus accessible. Une permanence est prévue tout l'été comme les autres années, mais l'entrée du musée reste possible aux heures d'ouverture de l'office du tourisme grâce à la collaboration de toute l'équipe de l'office du tourisme. De plus, une permanence est prévue par l'association une fois par semaine pendant le reste de l'année afin de garder un lien étroit avec les visiteurs potentiels et assurer un suivi de la collection qui fera l'objet d'expositions temporaires à thème.
Dans ses nouveaux locaux, une rampe permet aux visiteurs handicapés d'accéder à la collection.

## Pour approfondir